# La Olla
La Olla är en ort i Mexiko.   Den ligger i kommunen Candelaria och delstaten Campeche, i den sydöstra delen av landet, 900 km öster om huvudstaden Mexico City. La Olla ligger 47 meter över havet och antalet invånare är 145.
Terrängen runt La Olla är platt. Runt La Olla är det glesbefolkat, med 11 invånare per kvadratkilometer. Närmaste större samhälle är San Manuel Nuevo Canutillo, 11,2 km söder om La Olla. I omgivningarna runt La Olla växer i huvudsak städsegrön lövskog.